# Naomi Dinamona
Naomi Dinamona est une femme entrepreneur camerounaise.

## Biographie

### Enfance, débuts et études
Naomi Dinamona fait ses études secondaires au collège Baptist Saker de Limbé où elle obtient son diplôme de GCE A level science en 2012. Puis, elle entre à l'université à l'École nationale polytechnique de Yaoundé où elle obtient un diplôme d'ingénieur en ingénierie électrique en 2017,.

### Carrière
Elle commence sa carrière entrepreneuriale la même année avec une entreprise qui apporte des solutions aux questions énergétiques. Elle et ses partenaires développent une application qui permet une meilleure gestion de la consommation électrique, tant pour les personnes physiques que les entreprises,.

### Distinctions
En 2018, elle remporte le prix spécial de la fille digitale au concours Startup Innovation challenge puis en 2022. Elle est qualifiée pour la grande finale du concours innovation EDF pulse Africa parmi 11 participants,,.